# Zenit (Satellit)
 For alternative betydninger, se Zenit (flertydig). (Se også artikler, som begynder med Zenit)
Zenit var en serie af spionsatellitter fra Sovjetunionen.
Satellitterne var i brug fra 1961 til 1994.

Se også
- Voskhod-programmet